# Acanthaspidia acanthonotus
Acanthaspidia acanthonotus is een pissebed uit de familie Acanthaspidiidae. De wetenschappelijke naam van de soort is voor het eerst geldig gepubliceerd in 1886 door Beddard.